# لوحات تسجيل المركبات في سريلانكا

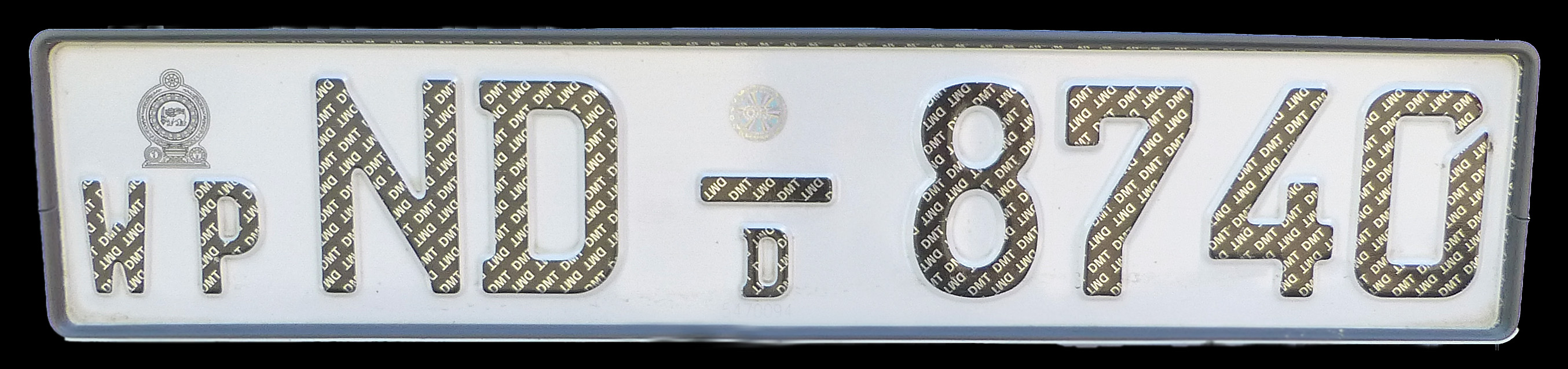
لوحة ترخيص سريلانكية - المقاطعة الغربية - الجانب الأمامي

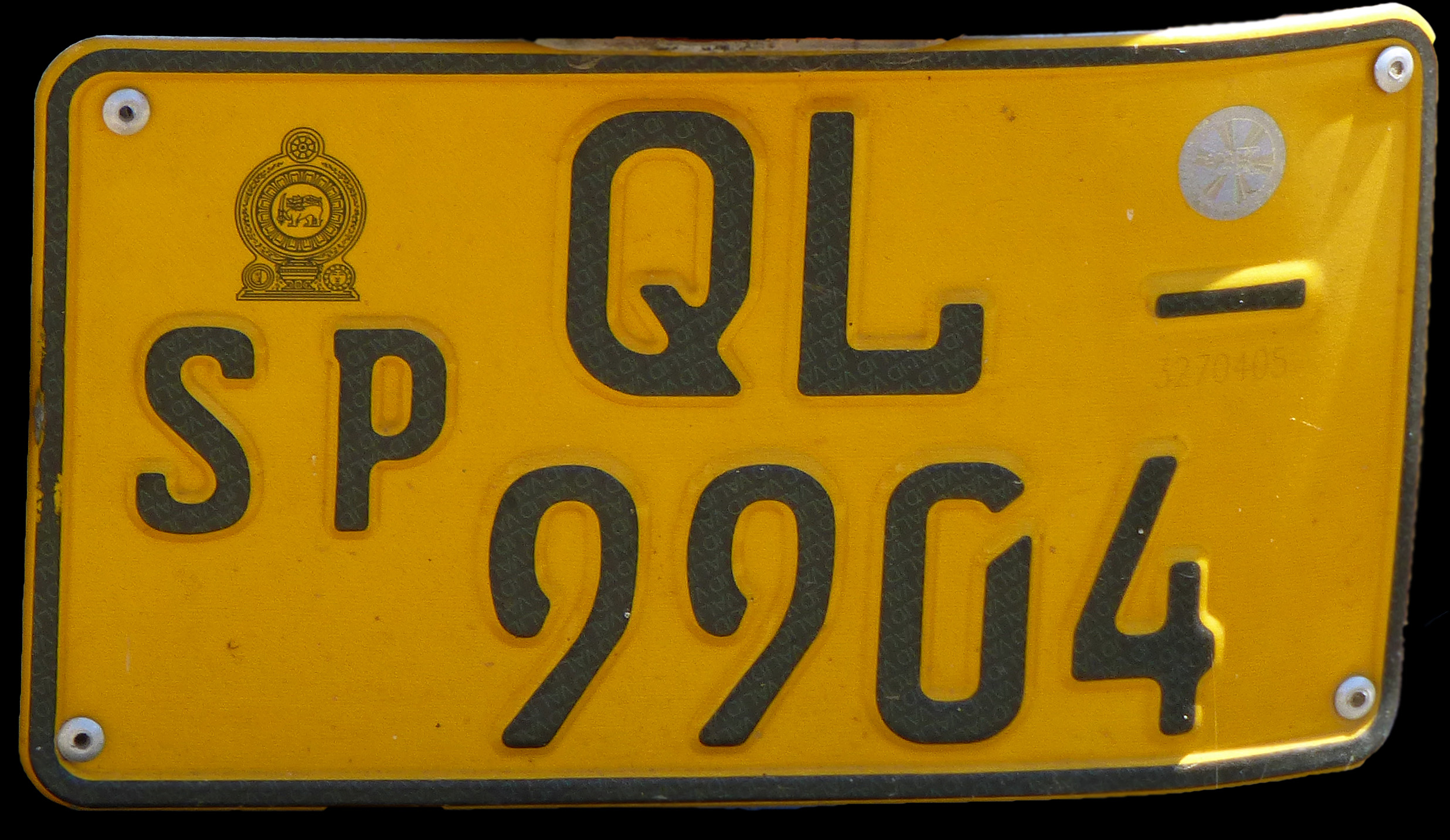
لوحة ترخيص سريلانكية - المقاطعة الجنوبية - الجانب الخلفي

بدأت لوحات تسجيل المركبات في سريلانكا (المعروفة في سري لانكا باسم «لوحات الأرقام») بعد وقت قصير من إدخال السيارات في عام 1903. في البداية بدأت الأرقام بـ Q, وأقدم لوحة موجودة هي "Q 53" من 1903 Wolsley. في وقت لاحق تم تقسيم الجزيرة إلى أقسام من "A" إلى "Z" (مثال A 123), ثم بعد الحرب العالمية الثانية تم تغييرها إلى لوحتين من الأحرف الرومانية تجمع بين أزواج من الأحرف في كلمة CEYLON. كانت هذه السلسلة CL XXXX و EY XXXX و EL XXXx. بعد ذلك في عام 1956 تم تقديم نظام جديد بالحرف السنهالي النصي Sri (ශ්‍රී) في المنتصف، بدأ هذا من Reg no "1 Sri 1".

بدأ الإصدار الحالي في عام 2000. تم تطويره من قبل Utsch AG الألمانية باستخدام شكل مختلف من FE-Schrift . اعتبارًا من عام 2013, تم تقديم نظام جديد مكون من 3 أحرف إنجليزية تبدأ من AAA 0001. رمز تسجيل المركبات الدولي لسريلانكا هو CL.